# Siemion Kanatczikow
Siemion Iwanowicz Kanatczikow (ros. Семён Иванович Канатчиков, ur. 13 kwietnia 1879 we wsi Gusiewo w guberni moskiewskiej, zm. 19 października 1940) – rosyjski socjaldemokrata i komunista, robotnik, działacz partyjny SDPRR, RKP(b)/WKP(b), publicysta, dziennikarz.

## Życiorys
Ukończył cztery klasy szkoły powszechnej, samouk. W wieku szesnastu lat rozpoczął pracę jako robotnik w fabryce metalowej Gustawa Lista w Moskwie. Od 1898 działał w SDPRR, od 1903 członek frakcji bolszewików. W latach 1910–1916 przebywał w więzieniu i na zesłaniu w guberni irkuckiej, 1916-1917 należał do towarzystwa spożywców "Ekonomija" w Nowonikołajewsku (obecnie Nowosybirsk), 1917 był członkiem Nowonikołajewskiego Komitetu SDPRR(b). Od marca do maja 1917 był członkiem i sekretarzem Rady Nowonikołajewskiej i przewodniczącym wydziału pracy tej rady, a w maju-czerwcu 1917 przewodniczącym tej rady, następnie od czerwca 1917 do 1918 towarzyszem (zastępcą) przewodniczącego Komitetu Wykonawczego Tomskiej Rady Gubernialnej i jednocześnie komisarzem pracy guberni tomskiej. 
W 1917 był członkiem Tomskiego Komitetu SDPRR(b), w 1918 przewodniczącym Tomskiego Komitetu Wojskowo-Rewolucyjnego, zastępcą przewodniczącego Komitetu Wykonawczego Tomskiej Rady Gubernialnej i kierownikiem Permskiego Gubernialnego Oddziału Edukacji Narodowej. W 1919 był członkiem Kolegium NKWD RFSRR i Małej Rady Komisarzy Ludowych RFSRR oraz jednym z organizatorów Komunistycznego Uniwersytetu im. Swierdłowa, a w 1920 przewodniczącym Syberyjskiego Komitetu Rewolucyjnego i kierownikiem syberyjskiego oddziału edukacji narodowej. Od sierpnia 1920 do stycznia 1921 był przewodniczącym Tatarskiego Obwodowego Komitetu RKP(b), następnie członkiem Zarządu Syberyjskiego Oddziału Wydawnictwa Państwowego, 1921-1924 rektorem Komunistycznego Uniwersytetu im. Zinowjewa w Piotrogrodzie, a od czerwca do października 1924 kierownikiem Wydziału Prasy KC RKP(b) i redaktorem pisma "Proletarskaja Riewolucija". Od 1925 do września 1926 kierował Wydziałem Historii Partii KC RKP(b)/WKP(b). Zwolennik Grigorija Zinowjewa. Związał się z Lewicową Opozycją. W konsekwencji popadł w niełaskę - od września 1926 do 1928 był korespondentem TASS w Czechosłowacji. Po złożeniu samokrytyki w liście do KC WKP(b) został sekretarzem Federacji Pisarzy Radzieckich, redaktorem odpowiedzialnym "Litieraturnej Gaziety", członkiem Sekretariatu Wszechrosyjskiego Stowarzyszenia Pisarzy Chłopskich, redaktorem pisma "Krasnaja Now'", redaktorem naczelnym Państwowego Wydawnictwa Literatury Pięknej i przewodniczącym Rady Redakcyjnej Wydawnictwa "Federacija". 
Podczas wielkiego terroru aresztowany przez NKWD w 1936, skazany na osiem lat łagru. Zmarł w obozie koncentracyjnym.
.